# 二苯乙醇酸-3-喹咛环酯
二苯乙醇酸-3-喹咛环酯（QNB）- IUPAC名 1-azabicyclo[2.2.2]oct-3-yl 2-hydroxy-2,2-diphenylacetate；美军代号：EA-2277；北约代号：BZ(毕兹)；苏联代号：Substance 78。是一种无味的军事失能剂。
BZ是一种和阿托品、东莨菪碱、莨菪碱和其他致谵妄药相关的乙醇酸抗胆碱化合物，散布时可通过雾化为固体（主要是可吸入性固体）或溶解在一种或多种溶剂中摄入或经皮肤吸收。
它在平滑肌、外分泌腺、大脑的突触后膜上的毒蕈碱位点上充当竞争性非选择性拮抗剂，BZ降低了乙酰胆碱在这些位点上的有效浓度。因此，BZ在周围神经系统导致的效果与一般的神经毒素中毒相反，在中枢神经系统上的影响包括昏迷、神志不清、产生幻觉和错觉，并具有一些原始的非自主的行为如漫無目的地抓撓衣服或被褥（中國厘稱「捉空摸床」，是一种谵妄症状）和脱衣。
毒扁豆碱，一种可以增加突触和神经肌肉接点受体位点与乙酰胆碱结合的浓度的药物，是BZ的特异性解毒药。
BZ的生产在1997年的《禁止化学武器公约》附表二中被限制。